# José Leite de Vasconcelos
José Leite de Vasconcelos Cardoso Pereira de Melo, conosciuto come Leite de Vasconcelos (Tarouca, 7 luglio 1858 – Lisbona, 17 maggio 1941), è stato un filologo, etnografo e archeologo portoghese, poligrafo che si occupò di numerose e svariate discipline fra cui anche la linguistica e la numismatica.

## Opere
- O Dialecto Mirandez (1882)
- Portugal Pré-histórico (1885)
- A Evolução da Linguagem (1886)
- Revista Lusitana (prima serie: 1887-1943; 39 volumi)
- Religiões da Lusitânia (3 volumi, 1897, 1905, 1913)
- Estudos de Filologia Mirandesa (2 volumi, 1900 e 1901)
- Esquisse d'une Dialectologie Portugaise (1901)
- Textos Archaicos (antologia, 1903)
- Livro de Esopo (1906)
- O Doutor Storck e A Litteratura Portuguesa (1910)
- Lições de Philologia Portuguesa (1911)
- História do Museu Etnológico Português (1915)
- Signum Salomonis (1918)
- De Terra em Terra
- De Campolide a Melrose
- Mês de Sonho (1924)
- A barba em Portugal (1925)
- A figa (1926)
- Antroponímia Portuguesa (1928)
- Opúsculos (cinque volumi, 1928, 1928, 1929, 1931 e 1988)
- Etnografia Portuguesa (dieci volumi, 1933-1988)
- Filologia Barranquenha - apontamentos para o seu estudo (1940, ed. 1955)
- Romanceiro Português (due volumi, 1958-1960)
- Contos Populares e Lendas (due volumi, ed. 1964)
- Teatro Popular Português (1974-1979)